# Фиджи на летних Олимпийских играх 2012
Фиджи на летних Олимпийских играх 2012 будет представлена как минимум в четырёх видах спорта.

## Результаты соревнований

### Дзюдо
Мужчины
| Соревнование | Спортсмен       | Предварительный раунд | 1/32                  | 1/16                  | Четвертьфиналы        | Полуфиналы            | Финал                 | Первый утешительный раунд | Утешительный четвертьфинал | Утешительный полуфинал | За 3 место Финал      |
| Соревнование | Спортсмен       | Соперник Результат    | Соперник Результат    | Соперник Результат    | Соперник Результат    | Соперник Результат    | Соперник Результат    | Соперник Результат        | Соперник Результат         | Соперник Результат     | Соперник Результат    |
| ------------ | --------------- | --------------------- | --------------------- | --------------------- | --------------------- | --------------------- | --------------------- | ------------------------- | -------------------------- | ---------------------- | --------------------- |
| до 81 кг     | Джосатеки Наулу | Завершила выступление | Завершила выступление | Завершила выступление | Завершила выступление | Завершила выступление | Завершила выступление | Завершила выступление     | Завершила выступление      | Завершила выступление  | Завершила выступление |

### Лёгкая атлетика
Мужчины
| Дисциплина    | Спортсмен | Предварительный раунд | Предварительный раунд | Четвертьфиналы | Четвертьфиналы | Полуфиналы | Полуфиналы | Финал     | Финал |
| Дисциплина    | Спортсмен | Результат             | Место                 | Результат      | Место          | Результат  | Место      | Результат | Место |
| ------------- | --------- | --------------------- | --------------------- | -------------- | -------------- | ---------- | ---------- | --------- | ----- |
| метание копья |           |                       |                       |                |                |            |            |           |       |

### Стрельба
Мужчины
| Соревнование | Спортсмены | Квалификация | Квалификация | Финал | Всего     | Всего |
| Соревнование | Спортсмены | Результат    | Место        | Финал | Результат | Место |
| ------------ | ---------- | ------------ | ------------ | ----- | --------- | ----- |
| Трап         |            |              |              |       |           |       |

### Стрельба из лука
Спортсменов — 1
Мужчины
| Соревнование              | Спортсмены   | Квалификация | Квалификация | 1/32 финала        | 1/16 финала        | 1/8 финала         | Четвертьфинал      | Полуфинал          | Финал              |
| Соревнование              | Спортсмены   | Результат    | Место        | Соперник Результат | Соперник Результат | Соперник Результат | Соперник Результат | Соперник Результат | Соперник Результат |
| ------------------------- | ------------ | ------------ | ------------ | ------------------ | ------------------ | ------------------ | ------------------ | ------------------ | ------------------ |
| Индивидуальное первенство | Роберт Элдер |              |              |                    |                    |                    |                    |                    |                    |